# バーレーン・ヴィクトリアス
バーレーン・ヴィクトリアス (Bahrain Victorious) は、バーレーン国籍の自転車競技・ロードレースチーム。

## 概要

### 設立
中東のバーレーン王国（人口133万人）をベースにした新チームとして、バーレーン王室の王子で、同国オリンピック委員会会長を務めるナセル・ビン・ハマド・アル・カリファ王子の発案でプロジェクトが動き出し、2017年のチーム結成に至った。
2016年8月、すべてのグランツールで総合優勝を果たしているヴィンチェンツォ・ニーバリが移籍することが正式に発表された。
9月、新城幸也がバーレーンメリダプロサイクリングチームと2年契約を結んだ事を発表。既に、ジョヴァンニ・ヴィスコンティやエンリーコ・ガスパロット、ハインリッヒ・ハウッスラー、ニッコーロ・ボニファツィオ、カンスタンティン・シウトソウ、マヌエーレ・ボアーロ、フェン・チュンカイらの加入が決まっている
10月、2016年シーズンをもって現役を引退することを表明していたホアキン・ロドリゲスが加入し、2017年シーズンも現役選手として走ることを表明したが、再び引退を表明。
2020年よりマクラーレン・オートモーティブをスポンサーとし、チーム名をバーレーン・マクラーレンに変更。2019年8月10日、かねてより移籍が噂されており、チームの中心的存在だったヴィンチェンツォ・ニーバリが2020年からトレック・セガフレードへ移籍すると発表、更に9月29日には1年の期限を残しロハン・デニスとの契約を解除したと発表した。しかし2020年にはチーム・ディメンションデータからマーク・カヴェンディッシュが移籍した。10月には嘗てチーム・スカイでマネージャーを務めたロッド・エリングワースをチーム代表に迎えた。嘗てのランプレ・メリダの関係者がチームに関わっている事から創設当時はイタリア国籍が多かったが、近年は多国籍化へとチームカラーを変えている。
コロナ禍による営業不振の影響もあってマクラーレンは1年でスポンサーを撤退し、2021年よりチーム名はバーレーン・ヴィクトリアスとなった。

## 主な実績

### 2017年
- パリ～ニース　区間優勝　ソニー・コルブレッリ（第2ステージ）
- ブエルタ・アル・パイス・バスコ　チーム総合時間賞
- ジロ・デ・イタリア　総合3位　ヴィンチェンツォ・ニバリ（第16ステージ優勝）
- エチオピア選手権　優勝　ツガブ・グルマイ（個人タイムトライアル）
- ブエルタ・ア・エスパーニャ　総合2位　ヴィンチェンツォ・ニバリ（第3ステージ優勝）

### 2018年
- ミラノ〜サンレモ　優勝　ヴィンチェンツォ・ニバリ
- ジロ・デ・イタリア　区間優勝　マテイ・モホリッチ（第10ステージ）
- ツール・ド・スイス　区間優勝　ソニー・コルブレッリ（第3ステージ）
- スペイン選手権　優勝　ゴルカ・イサギレ（ロードレース）
- スロベニア選手権　優勝　マテイ・モホリッチ（ロードレース）
- ビンクバンク・ツアー　 総合優勝　マテイ・モホリッチ
- ツアー・オブ・ターキー　 山岳賞　グレガ・ボレ

### 2019年
- ツアー・オブ・オマーン 区間優勝 ソニー・コルブレッリ(第4ステージ)
- ツール・ド・ロマンディ 区間優勝 ヤン・トラットニック（英語版）(個人タイムトライアル)
- ツアー・オブ・カリフォルニア 区間優勝 イヴァン・ガルシア・コルティナ（英語版）(第5ステージ)
- クリテリウム・デュ・ドフィネ 区間優勝 ディラン・トゥーンス(第2ステージ)
- ジロ・デ・イタリア　総合2位　ヴィンチェンツォ・ニバリ
- ツール・ド・フランス 区間優勝 ヴィンチェンツォ・ニバリ(第20ステージ)
- ツール・ド・ポローニュ 区間優勝 マテイ・モホリッチ（第7ステージ）

### 2020年
- パリ〜ニース 区間優勝 イバン・ガルシア（第3ステージ）
- ジロ・デ・イタリア 区間優勝 ヤン・トラットニック（英語版）（第16ステージ）

### 2021年
- ツール・ド・ロマンディ 区間優勝 ソニー・コルブレッリ（第2ステージ）
- ジロ・デ・イタリア 総合2位 ダミアーノ・カルーゾ（第20ステージ優勝）、区間優勝 ジーノ・メーダー（英語版）（第6ステージ）、
- クリテリウム・デュ・ドフィネ 区間優勝 ソニー・コルブレッリ（第3ステージ）、マルク・パドゥン（英語版）（第7、8ステージ）
- ツール・ド・スイス 区間優勝 ジーノ・メーダー（英語版）（第8ステージ）
- スロベニア選手権 優勝 ヤン・トラットニック（英語版）（個人タイムトライアル）、マテイ・モホリッチ（ロードレース）
- イタリア選手権 優勝 ソニー・コルブレッリ（ロードレース）
- ヨーロッパ選手権  優勝 ソニー・コルブレッリ（ロードレース）
- ツール・ド・フランス 区間優勝 マテイ・モホリッチ（第7、19ステージ）、ディラン・トゥーンス（第8ステージ）
- ツール・ド・ポローニュ 区間優勝 フィル・バウハウス（第1ステージ）
- ブエルタ・ア・エスパーニャ 区間優勝 ダミアーノ・カルーゾ（第9ステージ）
- ベネルクス・ツアー  総合優勝 ソニー・コルブレッリ（第6ステージ優勝）、区間優勝 マテイ・モホリッチ（第7ステージ）
- パリ〜ルーベ 優勝 ソニー・コルブレッリ

## 2022年陣容
2022年6月20日更新
| 選手名                            | 国籍           | 生年月日               | 前年所属チーム              |
| --------------------------------- | -------------- | ---------------------- | --------------------------- |
| 新城幸也                          | 日本           | 1984年9月22日（40歳）  |                             |
| フィル・バウハウス                | ドイツ         | 1994年7月8日（30歳）   |                             |
| ペリョ・ビルバオ                  | スペイン       | 1990年2月25日（35歳）  |                             |
| サンティアゴ・ブイトラゴ          | コロンビア     | 1999年9月26日（25歳）  |                             |
| ダミアーノ・カルーゾ              | イタリア       | 1987年10月12日（37歳） |                             |
| ソニー・コルブレッリ              | イタリア       | 1990年5月17日（34歳）  |                             |
| フェン・チュンカイ                | 台湾           | 1988年11月2日（36歳）  |                             |
| マテフ・ゴベカール (6/1から)      | スロベニア     | 2000年4月17日（24歳）  | Tirol KTM Cycling Team      |
| カミル・グラデク                  | ポーランド     | 1990年9月17日（34歳）  | ヴィーニ・ザブ・ブラド・KTM |
| ジャック・ヘイグ                  | オーストラリア | 1993年9月6日（31歳）   |                             |
| ハインリヒ・ハウスラー            | オーストラリア | 1984年2月25日（41歳）  |                             |
| ミケル・ランダ                    | スペイン       | 1989年12月13日（35歳） |                             |
| フィリップ・マチュイユク          | ポーランド     | 1999年9月3日（25歳）   | Leopard Pro Cycling         |
| アフメッド・マダン                | バーレーン     | 2000年8月25日（24歳）  |                             |
| ジーノ・メーダー                  | スイス         | 1997年1月4日（28歳）   |                             |
| ジョナタン・ミラン                | イタリア       | 2000年10月1日（24歳）  |                             |
| マテイ・モホリッチ                | スロベニア     | 1994年10月19日（30歳） |                             |
| ドメン・ノヴァーク                | スロベニア     | 1995年7月12日（29歳）  |                             |
| アレハンドロ・オソリオ (3/31まで) | コロンビア     | 1998年5月28日（26歳）  | カハ・ルラル＝セグロス RGA  |
| ヘルマン・ペルンシュタイナー      | オーストリア   | 1990年8月7日（34歳）   |                             |
| ウァウテル・プールス              | オランダ       | 1987年10月1日（37歳）  |                             |
| ヨハン・プリーセ・パイダスン      | デンマーク     | 1999年5月26日（25歳）  | Uno-X Pro Cycling Team      |
| ルイス・レオン・サンチェス        | スペイン       | 1983年11月24日（41歳） | アスタナ・プレミアテック    |
| ヤッシャ・ズッタリン              | ドイツ         | 1992年11月4日（32歳）  | チームDSM                   |
| ディラン・トゥーンス              | ベルギー       | 1992年3月1日（33歳）   |                             |
| ヤン・トラットニック              | スロベニア     | 1990年2月23日（35歳）  |                             |
| スティーブン・ウィリアムズ        | イギリス       | 1996年6月9日（28歳）   |                             |
| フレッド・ライト                  | イギリス       | 1999年6月13日（25歳）  |                             |
| エドアルド・ザンバニーニ          | イタリア       | 2001年4月21日（23歳）  | Zalf Euromobil Fior         |

## 歴代陣容
| 2021年陣容                   | 2021年陣容     | 2021年陣容             | 2021年陣容               |
| 選手名                       | 国籍           | 生年月日               | 前年所属チーム           |
| ---------------------------- | -------------- | ---------------------- | ------------------------ |
| 新城幸也                     | 日本           | 1984年9月22日（40歳）  |                          |
| フィル・バウハウス           | ドイツ         | 1994年7月8日（30歳）   |                          |
| ペリョ・ビルバオ             | スペイン       | 1990年2月25日（35歳）  |                          |
| サンティアゴ・ブイトラゴ     | コロンビア     | 1999年9月26日（25歳）  |                          |
| エロス・カペッキ             | イタリア       | 1986年6月13日（38歳）  |                          |
| ダミアーノ・カルーゾ         | イタリア       | 1987年10月12日（37歳） |                          |
| ソニー・コルブレッリ         | イタリア       | 1990年5月17日（34歳）  |                          |
| スコット・デイヴィス         | イギリス       | 1995年8月5日（29歳）   |                          |
| フェン・チュンカイ           | 台湾           | 1988年11月2日（36歳）  |                          |
| ジャック・ヘイグ             | オーストラリア | 1993年9月6日（31歳）   | ミッチェルトン・スコット |
| マルコ・ハラー               | オーストリア   | 1991年4月1日（33歳）   |                          |
| ハインリヒ・ハウスラー       | オーストラリア | 1984年2月25日（41歳）  |                          |
| ケヴィン・インケラール       | オランダ       | 1997年7月8日（27歳）   |                          |
| ミケル・ランダ               | スペイン       | 1989年12月13日（35歳） |                          |
| アーメド・マダン             | バーレーン     | 2000年8月25日（24歳）  | Bahrain Cycling Academy  |
| ジーノ・メーダー             | スイス         | 1997年1月4日（28歳）   | NTTプロ・サイクリング    |
| ジョナタン・ミラン           | イタリア       | 2000年10月1日（24歳）  | Cycling Team Friuli ASD  |
| マテイ・モホリッチ           | スロベニア     | 1994年10月19日（30歳） |                          |
| ドメン・ノヴァーク           | スロベニア     | 1995年7月12日（29歳）  |                          |
| マルク・パドゥン             | ウクライナ     | 1996年7月6日（28歳）   |                          |
| ヘルマン・ペルンシュタイナー | オーストリア   | 1990年8月7日（34歳）   |                          |
| ウァウテル・プールス         | オランダ       | 1987年10月1日（37歳）  |                          |
| マルセル・ジーベルク         | ドイツ         | 1982年4月30日（42歳）  |                          |
| ディラン・トゥーンス         | ベルギー       | 1992年3月1日（33歳）   |                          |
| ヤン・トラットニック         | スロベニア     | 1990年2月23日（35歳）  |                          |
| ラファエル・バルス           | スペイン       | 1987年6月25日（37歳）  |                          |
| スティーブン・ウィリアムズ   | イギリス       | 1996年6月9日（28歳）   |                          |
| フレッド・ライト             | イギリス       | 1999年6月13日（25歳）  |                          |

| 2020年陣容                   | 2020年陣容     | 2020年陣容             | 2020年陣容                       |
| 選手名                       | 国籍           | 生年月日               | 前年所属チーム                   |
| ---------------------------- | -------------- | ---------------------- | -------------------------------- |
| 新城幸也                     | 日本           | 1984年9月22日（40歳）  |                                  |
| エンリーコ・バッタリン       | イタリア       | 1989年11月17日（35歳） | カチューシャ・アルペシン         |
| フィル・バウハウス           | ドイツ         | 1994年7月8日（30歳）   |                                  |
| ペリョ・ビルバオ             | スペイン       | 1990年2月25日（35歳）  | アスタナ・プロチーム             |
| グレガ・ボレ                 | スロベニア     | 1985年8月13日（39歳）  |                                  |
| サンティアゴ・ブイトラゴ     | コロンビア     | 1999年9月26日（25歳）  | Team Cinelli                     |
| エロス・カペッキ             | イタリア       | 1986年6月13日（38歳）  | ドゥクーニンク・クイックステップ |
| ダミアーノ・カルーゾ         | イタリア       | 1987年10月12日（37歳） |                                  |
| マーク・カヴェンディッシュ   | イギリス       | 1985年5月21日（39歳）  | チーム・ディメンションデータ     |
| ソニー・コルブレッリ         | イタリア       | 1990年5月17日（34歳）  |                                  |
| スコット・デイヴィス         | イギリス       | 1995年8月5日（29歳）   | チーム・ディメンションデータ     |
| フェン・チュンカイ           | 台湾           | 1988年11月2日（36歳）  |                                  |
| イバン・ガルシア             | スペイン       | 1995年11月20日（29歳） |                                  |
| マルコ・ハラー               | オーストリア   | 1991年4月1日（33歳）   | カチューシャ・アルペシン         |
| ハインリヒ・ハウスラー       | オーストラリア | 1984年2月25日（41歳）  |                                  |
| ケヴィン・インケラール       | オランダ       | 1997年7月8日（27歳）   | グルパマ・FDJ                    |
| ミケル・ランダ               | スペイン       | 1989年12月13日（35歳） | モビスター・チーム               |
| マテイ・モホリッチ           | スロベニア     | 1994年10月19日（30歳） |                                  |
| ドメン・ノヴァーク           | スロベニア     | 1995年7月12日（29歳）  |                                  |
| マルク・パドゥン             | ウクライナ     | 1996年7月6日（28歳）   |                                  |
| ヘルマン・ペルンシュタイナー | オーストリア   | 1990年8月7日（34歳）   |                                  |
| ルカ・ピベルニク             | スロベニア     | 1993年10月23日（31歳） |                                  |
| ウァウテル・プールス         | オランダ       | 1987年10月1日（37歳）  | チーム・イネオス                 |
| マルセル・ジーベルク         | ドイツ         | 1982年4月30日（42歳）  |                                  |
| ディラン・トゥーンス         | ベルギー       | 1992年3月1日（33歳）   |                                  |
| ヤン・トラットニック         | スロベニア     | 1990年2月23日（35歳）  |                                  |
| ラファエル・バルス           | スペイン       | 1987年6月25日（37歳）  | モビスター・チーム               |
| スティーブン・ウィリアムズ   | イギリス       | 1996年6月9日（28歳）   |                                  |
| フレッド・ライト             | イギリス       | 1999年6月13日（25歳）  | 100% Me                          |

| 2019年陣容                     | 2019年陣容     | 2019年陣容             | 2019年陣容            |
| 選手名                         | 国籍           | 生年月日               | 前年所属チーム        |
| ------------------------------ | -------------- | ---------------------- | --------------------- |
| ヴァレリオ・アニョーリ         | イタリア       | 1985年1月6日（40歳）   |                       |
| 新城幸也                       | 日本           | 1984年9月22日（40歳）  |                       |
| フィル・バウハウス             | ドイツ         | 1994年7月8日（30歳）   | チーム・サンウェブ    |
| グレガ・ボレ                   | スロベニア     | 1985年8月13日（39歳）  |                       |
| ダミアーノ・カルーゾ           | イタリア       | 1987年10月12日（37歳） | BMC・レーシングチーム |
| ソニー・コルブレッリ           | イタリア       | 1990年5月17日（34歳）  |                       |
| ロハン・デニス                 | オーストラリア | 1990年5月28日（34歳）  |                       |
| フェン・チュンカイ             | 台湾           | 1988年11月2日（36歳）  |                       |
| イヴァン・ガルシア・コルティナ | スペイン       | 1995年11月20日（29歳） |                       |
| アンドレーア・ガロジオ         | イタリア       | 1993年6月12日（31歳）  | D'Amico Utensilnord   |
| ハインリヒ・ハウスラー         | オーストラリア | 1984年2月25日（41歳）  |                       |
| クリスティアン・コレン         | スロベニア     | 1986年11月25日（38歳） |                       |
| マテイ・モホリッチ             | スロベニア     | 1994年10月19日（30歳） |                       |
| アントニオ・ニバリ             | イタリア       | 1992年10月23日（32歳） |                       |
| ヴィンチェンツォ・ニバリ       | イタリア       | 1984年11月14日（40歳） |                       |
| ドメン・ノヴァーク             | スロベニア     | 1995年7月12日（29歳）  |                       |
| マーク・パデュン               | ウクライナ     | 1996年7月6日（28歳）   |                       |
| ヘルマン・ペルンシュタイナー   | オーストリア   | 1990年8月7日（34歳）   |                       |
| ルカ・ピベルニク               | スロベニア     | 1993年10月23日（31歳） |                       |
| ドメニコ・ポッツォヴィーヴォ   | イタリア       | 1982年11月30日（42歳） |                       |
| マルセル・ジーベルク           | ドイツ         | 1982年4月30日（42歳）  | ロット・ソウダル      |
| ディラン・トゥーンス           | ベルギー       | 1992年3月1日（33歳）   | BMC・レーシングチーム |
| ヤン・トラットニック           | スロベニア     | 1990年2月23日（35歳）  | CCC–Sprandi–Polkowice |
| ワン・メイイン                 | 中国           | 1988年12月26日（36歳） |                       |
| スティーブン・ウィリアムズ     | イギリス       | 1996年6月9日（28歳）   | SEG Racing Academy    |

| 2018年陣容                     | 2018年陣容     | 2018年陣容             | 2018年陣容                 |
| 選手名                         | 国籍           | 生年月日               | 前年所属チーム             |
| ------------------------------ | -------------- | ---------------------- | -------------------------- |
| ヴァレリオ・アニョーリ         | イタリア       | 1985年1月6日（40歳）   |                            |
| 新城幸也                       | 日本           | 1984年9月22日（40歳）  |                            |
| マヌエーレ・ボアロ             | イタリア       | 1987年3月12日（38歳）  |                            |
| グレガ・ボレ                   | スロベニア     | 1985年8月13日（39歳）  |                            |
| ニッコロ・ボニファツィオ       | イタリア       | 1993年10月9日（31歳）  |                            |
| ボルト・ボジッチ               | スロベニア     | 1980年8月8日（44歳）   |                            |
| ソニー・コルブレッリ           | イタリア       | 1990年5月17日（34歳）  |                            |
| フェン・チュンカイ             | 台湾           | 1988年11月2日（36歳）  |                            |
| イヴァン・ガルシア・コルティナ | スペイン       | 1995年11月20日（29歳） |                            |
| エンリコ・ガスパロット         | イタリア       | 1982年3月22日（42歳）  |                            |
| ハインリヒ・ハウスラー         | オーストラリア | 1984年2月25日（41歳）  |                            |
| ゴルカ・イサギレ               | スペイン       | 1987年10月7日（37歳）  | モビスター・チーム         |
| ヨン・イサギレ                 | スペイン       | 1989年2月4日（36歳）   |                            |
| クリスティアン・コレン         | スロベニア     | 1986年11月25日（38歳） | キャノンデール・ドラパック |
| マテイ・モホリッチ             | スロベニア     | 1994年10月19日（30歳） | UAEチーム・エミレーツ      |
| ラムーナス・ナヴァルダウスカス | リトアニア     | 1988年8月30日（36歳）  |                            |
| アントニオ・ニバリ             | イタリア       | 1992年10月23日（32歳） |                            |
| ヴィンチェンツォ・ニバリ       | イタリア       | 1984年11月14日（40歳） |                            |
| ドメン・ノヴァーク             | スロベニア     | 1995年7月12日（29歳）  |                            |
| マーク・パデュン               | ウクライナ     | 1996年7月6日（28歳）   | チーム コルパック          |
| フランコ・ペッリツォッティ     | イタリア       | 1978年1月15日（47歳）  |                            |
| ダヴィド・ペル                 | スロベニア     | 1995年2月13日（30歳）  |                            |
| ヘルマン・ペルンシュタイナー   | オーストリア   | 1990年8月7日（34歳）   | アンプラッツ・BMC          |
| ルカ・ピベルニク               | スロベニア     | 1993年10月23日（31歳） |                            |
| ドメニコ・ポッツォヴィーヴォ   | イタリア       | 1982年11月30日（42歳） | AG2R・ラ・モンディアル     |
| カンスタンツィン・シウツォウ   | ベラルーシ     | 1982年8月9日（42歳）   |                            |
| ジョヴァンニ・ヴィスコンティ   | イタリア       | 1983年1月13日（42歳）  |                            |
| ワン・メイイン                 | 中国           | 1988年12月26日（36歳） |                            |

| 2017年陣容                     | 2017年陣容     | 2017年陣容             | 2017年陣容                                           | 2017年陣容                               |
| 選手名                         | 国籍           | 生年月日               | 前年所属チーム                                       | 翌年所属チーム                           |
| ------------------------------ | -------------- | ---------------------- | ---------------------------------------------------- | ---------------------------------------- |
| ヴァレリオ・アニョーリ         | イタリア       | 1985年1月6日（40歳）   | アスタナ・プロチーム                                 |                                          |
| 新城幸也                       | 日本           | 1984年9月22日（40歳）  | ランプレ・メリダ                                     |                                          |
| マヌエーレ・ボアロ             | イタリア       | 1987年3月12日（38歳）  | ティンコフ                                           |                                          |
| グレガ・ボレ                   | スロベニア     | 1985年8月13日（39歳）  | NIPPO・ヴィーニファンティーニ                        |                                          |
| ニッコロ・ボニファツィオ       | イタリア       | 1993年10月9日（31歳）  | トレック・セガフレード                               |                                          |
| ボルト・ボジッチ               | スロベニア     | 1980年8月8日（44歳）   | コフィディス                                         |                                          |
| オンドレイ・シンク             | チェコ         | 1990年12月7日（34歳）  | MULTIVAN MERIDA BIKING TEAM                          | モンドレイ・ローター レーシングチーム    |
| ソニー・コルブレッリ           | イタリア       | 1990年5月17日（34歳）  | バルディアーニ・CSF                                  |                                          |
| イヴァン・ガルシア・コルティナ | スペイン       | 1995年11月20日（29歳） | エティックス・クイックステップ（トレーニー）         |                                          |
| フェン・チュンカイ             | 台湾           | 1988年11月2日（36歳）  | ランプレ・メリダ                                     |                                          |
| エンリコ・ガスパロット         | イタリア       | 1982年3月22日（42歳）  | ワンティ・グループゴベール                           |                                          |
| ツガブ・グルマイ               | エチオピア     | 1991年8月25日（33歳）  | ランプレ・メリダ                                     | トレック・セガフレード                   |
| ハインリヒ・ハウスラー         | オーストラリア | 1984年2月25日（41歳）  | IAMサイクリング                                      |                                          |
| ホン・アンドレ・インサウスティ | スペイン       | 1992年12月13日（32歳） | Euskadi Basque Country - Murias                      | チーム エウスカディ                      |
| ヨン・イサギレ                 | スペイン       | 1989年2月4日（36歳）   | モビスター・チーム                                   |                                          |
| ハビエル・モレノ               | スペイン       | 1984年7月18日（40歳）  | モビスター・チーム                                   | デルコ・マルセイユプロヴァンス・カテエム |
| ラムーナス・ナヴァルダウスカス | リトアニア     | 1988年8月30日（36歳）  | キャノンデール・ドラパック・プロサイクリング・リーム |                                          |
| アントニオ・ニバリ             | イタリア       | 1992年10月23日（32歳） | NIPPO・ヴィーニファンティーニ                        |                                          |
| ヴィンチェンツォ・ニバリ       | イタリア       | 1984年11月14日（40歳） | アスタナ・プロチーム                                 |                                          |
| ドメン・ノヴァーク             | スロベニア     | 1995年7月12日（29歳）  | アドリア・モービル                                   |                                          |
| ダヴィド・ペル                 | スロベニア     | 1995年2月13日（30歳）  | アドリア・モービル                                   |                                          |
| ルカ・ピベルニク               | スロベニア     | 1993年10月23日（31歳） | ランプレ・メリダ                                     |                                          |
| カンスタンツィン・シウツォウ   | ベラルーシ     | 1982年8月9日（42歳）   | チーム・ディメンションデータ                         |                                          |
| ジョヴァンニ・ヴィスコンティ   | イタリア       | 1983年1月13日（42歳）  | モビスター・チーム                                   |                                          |
| ワン・メイイン                 | 中国           | 1988年12月26日（36歳） | Wisdom - Hengxiang Cycling Team                      |                                          |
| フランコ・ペッリツォッティ     | イタリア       | 1978年1月15日（47歳）  | アンドローニ・ジョカットーリ                         |                                          |
| ヤネス・ブライコヴィッチ       | スロベニア     | 1983年12月18日（41歳） | ユナイテッド・ヘルスケア                             | アドリアモビル                           |